# Хосе Бустаманте Нава
Хосе Бустаманте Нава (ісп. José Bustamante Nava, нар. 5 березня 1922) — болівійський футболіст, що грав на позиції захисника за клуб «Літораль», а також національну збірну Болівії.

## Клубна кар'єра
У футболі відомий виступами у команді «Літораль», кольори якої і захищав протягом усієї своєї кар'єри гравця. 

## Виступи за збірну
1946 року дебютував в офіційних матчах у складі національної збірної Болівії. Протягом кар'єри у національній команді, яка тривала 8 років, провів у її формі 29 матчів.
У складі збірної був учасником чемпіонату світу 1950 року у Бразилії, де зіграв в розгромно програному матчі з Уругваєм (0-8). Вивів команду на поле з капітанською пов'язкою.
У складі збірної взяв участь в чотирьох чемпіонатах Південної Америки: 1946 року в Аргентині, 1947 року в Еквадорі, 1949 року у Бразилії, 1953 року у Перу.